# NCIS (hatodik évad)
Az itt található lista az NCIS című televíziós sorozat hatodik évadjának epizódjait tartalmazza.
| Eredeti cím | Eredeti bemutató     | Magyar cím            | Magyar bemutató      | #    |
| --- | -------------------- | --------------------- | -------------------- | ---- |
| Last Man Standing | 2008. szeptember 23. | Csak egy maradhat     | 2009. május 18.      | 6x01 |
| Gibbs ügynök megkapja az új csapatát: Lee ügynököt a jogi osztályról, Langer ügynököt az FBI-tól és Keating ügynököt a számítástechnikusoktól. Egy halott őrmestert találnak egy lakókocsiparkban, Gibbs és új csapata nyomozni kezd, közben kiderül a csapatváltozás igazi oka. Végül Gibbs visszakapja Zivát és McGee-t, de DiNozzo még a hajón marad.                                                            |                      |                       |                      |      |
| Agent Afloat | 2008. szeptember 30. | Ügynök a fedélzeten   | 2009. május 25.      | 6x02 |
| A hadihajón, melyen Tony szolgál, eltűnik egy tengerész. Az eltűnt tengerész feleségét Gibbsék holtan találják. Tony kimegy a partra, hogy nyomozzon az eltűnt tengerész után, amikor megtalálja a katona holttestét. Kiderül, hogy egy másik ember ment fel a hajóra az eltűnt nevében. Gibbs és Ziva a hajóra utaznak segíteni.                                                                                   |                      |                       |                      |      |
| Capitol Offense | 2008. október 7.     | A szenátor félrelép   | 2009. szeptember 21. | 6x03 |
| Két biciklista talál egy tetemet egy tóban, akiről kiderül, hogy a Pentagonban dolgozott összekötőként. A nő nevét nem hozzák nyilvánosságra, de Gibbs egyik régi bajtársa jelentkezik nála, hogy ismerte a nőt. Eközben egy telefonáló bejelenti, hogy hol van a gyilkos fegyver, amely Gibbs barátjáé, egy kongresszusi képviselőé.                                                                               |                      |                       |                      |      |
| Heartland | 2008. október 14.    | Szülőföld             | 2009. szeptember 28. | 6x04 |
| Egy bár mögött megvernek két tengerészt, az egyik a helyszínen belehal sérüléseibe, míg a másik túléli, de súlyosan megsérül. Kiderül, hogy az a tengerész, aki túlélte, Gibbs szülővárosából, Stillwaterből származik. Hamarosan a városkába utazik Gibbs, Ziva és McGee, ahol találkoznak Gibbs régi ellenségeivel és apjával.                                                                                    |                      |                       |                      |      |
| Nine Lives | 2008. október 21.    | Kilenc élet           | 2009. október 5.     | 6x05 |
| Egy tengerészre szomszédnője talál rá, a katonát megkínozták. A nyomok a tengerész egykori feletteséhez vezetnek, akinek házához érkezve Tony és Gibbs szembesül Fornell ügynökkel, mert az egykori tengerészt, aki három hete vonult nyugdíjba, az FBI védőőrizet alá helyezte. A katonának egy drogbáró ellen kell tanúvallomást tennie, de ez nem történhet meg, ha gyilkossággal vádolja az NCIS.               |                      |                       |                      |      |
| Murder 2.0 | 2008. október 28.    | Gyilkosság 2.0        | 2009. október 12.    | 6x06 |
| Egy tengerészeti bázison élő házaspár zuhanyrózsájából vér folyik, kiderül, hogy a bázis egyik elosztó tartályába egy holttestet helyezett el valaki. A holttest szájában egy weblap címét találják, mely egy videóra irányít át, a videóra az áldozat halála van felvéve. Az áldozat után nyomoznak, mikor eljutnak a második hullához. Gibbsnek és csapatának kell kiderítenie, ki a sorozatgyilkos.              |                      |                       |                      |      |
| Collateral Damage | 2008. november 11.   | Járulékos veszteség   | 2009. október 19.    | 6x07 |
| Kirabolnak egy bankot egy tengerészeti bázison, a bankrablók megölnek egy őrt, és elmenekülnek a lopott pénzzel. Mivel az eset egy tengerészeti bázison történt, méghozzá Quanticóban, Gibbs és csapata kezdi a nyomozást, de sietniük kell, mert az FBI át akarja venni az ügyet. Közben megtalálják a rablók kocsiját a lopott pénzzel együtt, amiből úgy tűnik, hogy talán nem is a bank pénzét akarták ellopni. |                      |                       |                      |      |
| Cloak | 2008. november 18.   | Köpeny                | 2009. október 26.    | 6x08 |
| Gibbs és csapata feladatot kap az NCIS igazgatójától, hogy próbáljanak meg betörni egy szigorúan ellenőrzött tengerészeti létesítménybe. Tony és Ziva törnek be, de lebuknak. Mivel ez egy teszt volt, így lebukásuknak különösebb következménye nincs, de kiderül, hogy ők csak egy csali voltak, hogy kiderítsék: ki a „tégla” az NCIS-ben.                                                                       |                      |                       |                      |      |
| Dagger | 2008. november 25.   | Kard                  | 2009. november 2.    | 6x09 |
| Folytatódik a nyomozás, hogy ki akarja ellopni a „Domino” nevű programot. Lee ügynök lányának eddigi rejtekhelyét megtalálták, de ő már nincs ott, csak az egyik emberrabló holtteste. Gibbs mindent bevet, hogy kiderítse, ki az áruló, képbe kerül egy volt NSA-alkalmazott, akinek a feleségét rabolták el ugyanazok, akik Lee lányát is elrabolták.                                                             |                      |                       |                      |      |
| Road Kill | 2008. december 2.    | Cserbenhagyás         | 2009. november 9.    | 6x10 |
| Egy csapat bulizó fiatalt megzavar egy haldokló férfi, aki segítséget akar tőlük kérni, mert autóbalesetet szenvedett, ám erre már nincs ideje, mert a tábortűz mellett az életét veszti. Doki a test vizsgálata során rájön, hogy Collins altiszt verekedésbe keveredett, s a szörnyű sérülései legtöbbjét nem a balesetben szerezte. Később pedig minden jel arra utal, hogy a katona gazdag férfiakat zsarolt.   |                      |                       |                      |      |
| Silent Night | 2008. december 16.   | Csendes éj            | 2009. november 16.   | 6x11 |
| Karácsony előestéje van, ám az NCIS csapata ilyenkor is dolgozik. A gyilkosságiak kérik ugyanis a segítségüket, amikor egy betöréses rablásnál egy idős házaspár az életét veszti. Az ujjlenyomatok szerint Ned Quinn vietnami veterán altiszt követte el a bűntényt, aki azonban már csaknem 15 éve halott. |                      |                       |                      |      |
| Caged | 2009. január 6.      | Fogság                | 2009. november 23.   | 6x12 |
| Egy horrorfilmet forgató stáb éppen az erdőben készíti az egyik jelenetet, amikor a főszereplő lány beleesik egy gödörbe, egy csontváz mellé. Doki később a vizsgálat közben megállapítja, hogy az áldozat ujjperecei hiányoznak. Ebből Gibbs ráismer a tettesre, aki éppen a büntetését tölti egy fegyházban. A kihallgatására McGee-t küldi el, ám börtönlázadás tör ki, és az ügynököt túszul ejtik.             |                      |                       |                      |      |
| Broken Bird | 2009. január 13.     | Sebzett Madár         | 2009. november 30.   | 6x13 |
| Egy helyszínelésnél Dokit kézen szúrja egy nő, elkezdődik a nyomozás, és egy sötét foltra derül fény Doki múltjában. Mikor még orvosként dolgozott, a közel-keleten megölt egy sebesült foglyot. A gyilkossági kísérlettel vádolt nő menedéket kér a konzulátuson, és nem adják ki, míg ki nem derül Doki ártatlansága. Elkezdődik a nyomozás, de az idő egyre fogy.                                                |                      |                       |                      |      |
| Love & War | 2009. január 27.     | Szerelemben háborúban | 2009. december 7.    | 6x14 |
| Eltűnik egy tiszt, és az NCIS nyomozásba kezd. Megtalálják a tiszt holttestét, és a szálak a bűnösségére utalnak, miszerint fontos államtitkokat csempészett külföldre. De az ügy közel sem ennyire egyszerű. Tony ismét jól átejti McGee-t, de a végén visszájára sül el a dolog. |                      |                       |                      |      |
| Deliverance | 2009. február 10.    | Szabadlábon           | 2010. január 4.      | 6x15 |
| Egy fegyverkereskedő és ügyfele egy elhagyatott raktárban próbálják ki a géppisztolyokat. Amikor azonban az egyikük szétlövi a tetőablakot, azon keresztül egy tengerészgyalogos holtteste zuhan le. |                      |                       |                      |      |
| Bounce | 2009. február 17.    | Őrségváltás           | 2010. január 11.     | 6x16 |
| Egy férfi, akit egykor Tony ítéltetett el sikkasztásért, a szabadulása után mindent megtesz azért, hogy bebizonyítsa ártatlanságát. Arra is képes, hogy Tonynak adja ki magát, hogy egy tanú hajlandó legyen vele találkozni. A tanút azonban pár órával később holtan találják. Szerencsére Tonynak remek alibije van, így a Gibbs-féle 58-as szabály értelmében ő vezeti le az ügyben a nyomozást.                |                      |                       |                      |      |
| South By Southwest | 2009. február 24.    | Dél, délnyugat        | 2010. január 18.     | 6x17 |
| Patterson különleges ügynököt – aki munkakapcsolatban állt Abbyvel és már éppen egy találkozót is megbeszéltek – lelövik az utcán. Halála előtt azonban az ügynök egy festményt küldött postán a lánynak, amit egy Arizonában élő művésznő készített. Gibbs és Tony elindulnak megkeresni a festőnőt. |                      |                       |                      |      |
| Knockout | 2009. március 17.    | Kiütés                | 2010. január 25.     | 6x18 |
| Leon Vance igazgató Gibbs csapatával a haditengerészet hatáskörén kívül eső ügyben nyomoz. |                      |                       |                      |      |
| Hide and Seek | 2009. március 24.    | Bújócska              | 2010. február 1.     | 6x19 |
| Noah és a barátai egy holttestet találnak az erdőben. A mellette lévő pisztolyt magukkal hozzák, amelyet később Noah édesanyja talál meg, és azonnal riasztja az NCIS-t. Abby hamarosan kideríti, hogy a fegyverrel az elmúlt hónapokban több bűncselekményt is elkövettek, ráadásul az áldozatot is azonosítaniuk kell.                                                                                            |                      |                       |                      |      |
| Dead Reckoning | 2009. március 31.    | Végelszámolás         | 2010. február 8.     | 6x20 |
| Trent Kort CIA-ügynök bűntett helyszínére hívja Gibbst, ahol két holttest várja, és egy füles a körözött maffiózó környéken való felbukkanásáról. A simának tűnő ügy egyre zavarosabb lesz. |                      |                       |                      |      |
| Toxic | 2009. április 7.     | Méreg                 | 2010. február 15.    | 6x21 |
| Egy fiatal pár a babahívójukon keresztül véletlenül egy segélyhívást fogad. A nyomozók később egy guggoló pózba merevedett hullát találnak a környéken, akiről kiderül, hogy egy tengerész. A nyomozás menetét azonban megnehezíti, hogy az FBI egy titkos projekthez „kölcsönveszi” Abbyt. A labor vezetését így McGee veszi át.                                                                                   |                      |                       |                      |      |
| Legend (Part 1) | 2009. április 28.    | Legenda 2/1           | 2010. február 22.    | 6x22 |
| Gibbs csapatát Chandler őrvezető kifeszített holttestéhez riasztják. Később pedig kiderül, hogy a férfit az NCIS Los Angelesi irodája már régebben körözi. McGee és Gibbs így odautaznak, hogy segítsék a nyomozást. Tony pedig egyedül marad az irodában, mert Zivának a magánügyeit kell intéznie. Abby eközben nagyon aggódik a két ügynök életéért.                                                             |                      |                       |                      |      |
| Legend (Part 2) | 2009. május 5.       | Legenda 2/2           | 2010. március 1.     | 6x23 |
| Kiderül, hogy Michael, akivel Ziva titokban találkozgatott, a Moszad ügynöke, és ugyanabban az ügyben nyomoz, amelyben a Los Angelesi NCIS iroda is. Tony persze mindent megtesz, hogy Zivát jobb belátásra bírja, aki makacsul védi a barátját, ám a lány ezúttal nem túl készséges. |                      |                       |                      |      |
| Semper Fidelis | 2009. május 12.      | Örök hűség            | 2010. március 8.     | 6x24 |
| Négy ügynökség vezetőinek szerveznek hírszerző csúcstalálkozót, amelyen az NCIS ezúttal nem vesz részt, pedig az ilyen eseményeket mindig ők biztosítják. Egy merénylő hamarosan átjut a biztonsági rendszeren, és egy poloskát is találnak a helyszínen. Tony eközben továbbra is nyomoz Michael után, így komoly feszültség alakul ki Ziva és közte.                                                              |                      |                       |                      |      |
| Aliyah | 2009. május 19.      | Aliyah                | 2010. március 22.    | 6x25 |
| Tony egy terrorista halála utáni nyomozás során olyan szálakat talál, amelyek Zivához vezetnek. Amikor pedig a lány lakására ér, Michael Rivkin nyit ajtót. A két férfi dulakodni kezd, majd Tony önvédelemből lelövi a Moszad ügynökét. Ráadásul később, amikor McGee és Gibbs is a lakáshoz mennek, az felrobban. Ez pedig már elég Leonnak, hogy a csapat Tel Avivba utazzon, a Moszad bázisára.                 |                      |                       |                      |      |